# Wulfin Lieske

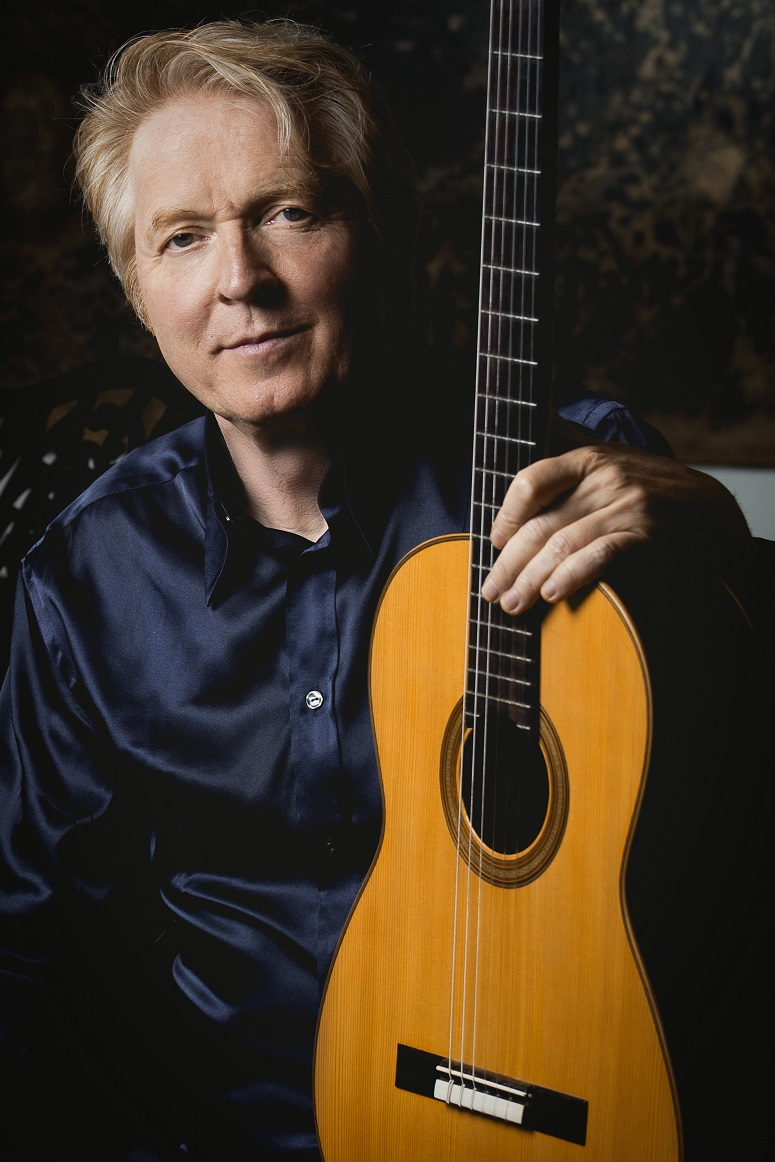
Wuflin Lieske (2018)

Wulfin Lieske (* 6. März 1956 in Linz, Österreich) ist ein deutscher Gitarrist und Komponist.

## Leben
Wulfin Lieske ist der Sohn eines Solocellisten der Staatsoper Stuttgart und einer Chorsängerin. Mit 10 Jahren begann er, Gitarre zu spielen und gab im Alter von 14 Jahren sein erstes öffentliches Konzert. Nach dem Abitur studierte er an der Musikhochschule Köln bei Karl-Heinz Böttner und Hubert Käppel und absolvierte außerdem kammermusikalische Studien bei Sigmund Nissel (Amadeus-Quartett) und Rudolf Kolisch sowie Meisterkurse bei Oscar Ghiglia, José Tómàs und John Williams. Sein Konzertexamen legte er 1985 ab. Lieske ist Preisträger internationaler Gitarrenwettbewerbe.
Seit 1979 konzertiert Lieske international als Solist und Kammermusiker und arbeitete unter anderem mit Gidon Kremer, Astor Piazzolla, Juan José Mosalini, dem Hilliard-Ensemble und Christoph Homberger zusammen. Er war Gründungsmitglied des Quartetts Extempore und gründete 1987 gemeinsam mit der Flötistin  Camilla Hoitenga das Duo Dáccord. Des Weiteren gründete er 1993 das Quartett Bronski Ritual und 2009 zusammen mit Fabian Spindler das Duo Lieske Spindler Guitars, mit dem er mehrere Alben für Challenge Records einspielte.
Sein Repertoire umfasst verschiedene musikalische Epochen mit Werken von Komponisten der Renaissance wie Francesco da Milano bis zur Musik unserer Zeit sowie eigenen Werken.
1985 spielte Lieske sein erstes Soloalbum (Intercord/EMI classics) mit eigenen Transkriptionen von Bachs Violinsonate a-moll und Franz Schuberts Moments musicaux. Seitdem veröffentlichte er zahlreiche Alben, es liegen zudem verschiedene Rundfunk- und Fernsehproduktionen vor.
Seit den 1990er Jahren spielt Lieske die von Antonio de Torres 1856 gebaute Gitarre La Leona. 2005 erschien „El Canto de La Leona“, ein CD-Portrait und zugleich eine Ersteinspielung dieser Gitarre. Zudem spielt er auf weiteren Instrumenten spanischer Gitarrenbauern des 19. und 20. Jahrhunderts, darunter Gitarren von Santos Hernandez aus dem Jahr 1935 und Petitjean (ca. 1810).
Von 1986 bis 1992 wirkte Lieske als Dozent an der Musikhochschule Hamburg. Außerdem unterrichtet er in Meisterkursen.

## Wirken als Komponist
Lieske begann mit dem Komponieren vor allem für Gitarre, sowohl solistisch als auch in Kammermusikbesetzungen. Sein erstes großes Werk ist Taqsim I-III (1990–92). Als work-in-progress umfasst es improvisierte und komponierte Teile, die von Aufführung zu Aufführung weiterentwickelt werden.
Später wandte er sich auch größeren Besetzungen zu, sodass sein Œuvre Werke für Klavier, Gitarre, Kammermusik, Lieder, Chor und Orchester umfasst. Wie in seinem Werk Taqsim I-III verbindet er häufig europäische mit außereuropäischen Musikkulturen. War es in Taqsim I-III die nordafrikanische Musik der Oud, spielt etwa in Dreamtime (2013) vertreten durch das Didgeridoo australische Musik eine Rolle.
Wichtige Premieren seiner Werke waren unter anderem die Aufführungen des Oratoriums Über den Wassern auf der EXPO 2000 Hannover mit dem Hilliard Ensemble und Bronski Ritual,Violet für Gitarre solo in Almería (2006), das Konzert für Gitarre und Orchester Acordoba beim Córdoba Festival (2010), Dreamtime (Requiem für Didgeridoo, Gitarre und Orchester) mit dem WDR-Sinfonieorchester unter der Leitung von Yutaka Sado in der Kölner Philharmonie (2013), In Luce in der Kölner Kirche St. Aposteln mit dem Europäischen Kammerchor (2015) und der Suite The Magic Four mit Milan Sládek im Slowakischen Nationaltheater (2019).

## Diskografie (Auswahl)
- Bitternis mit dem Quartett EXTEMPORE (Improvisationen u. eigene Kompositionen), JazzHaus Musik, 1979
- Vivaldi-Concerti mit dem Kammerensemble Cologne. KUTLU Records, 1986
- Klassische Meisterwerke. Bach und Schubert in eigenen Transkriptionen, EMI Classics, 1984
- La Catedral. Werke von Augustín Barrios, EMi Classics, 1987
- Preludio latino. Werke von Billa-Lobos, Brouwer, Piazzolla, EMi Classics, 1989
- Guitarra espanola. Werke von Tarrega, Llobet, Pujol, mit den originalen Fingersätzen interpretiert auf einer Gitarre von Antonio Torres aus dem Jahre 1891, EMi Classics, 1991
- Adios noniño...in memoriam Astor Piazzolla. Mit Marino Rivero (Bandoneón), Istvan Kuruc (Violine) und Modern Strings Köln, EMi Classics, 1993
- Wulfin Lieske spielt Isaac Albéniz. Transkriptionen von Tarrega, Llobet und Lieske interpretiert auf einer Gitarre von Antonio Torres, EMi Classics, 1994
- What about this Mr. Tàrrega. Sieben spanische Meistergitarren von 1856–1959. Werke von Milan, Bach, Albéniz, Tàrrega, Brouwer, Villa-Lobos, Piazzolla, Tacet Musikproduktion, 1998
- Agua e Vinho. Milongas, Tangos, Chôros, Sambas, Bossa-Novas, Candombes... von u. a. Agustín Barrios, Quique Sinei, Luis Bonfá, Hanibal Troilo, AMPHION Records, 2002
- TAQSIM I-III. Werk-Zyklus für Gitarre von Wulfin Lieske, Kreuzberg Records, 2004
- Aires de la Guitarra. Werke von Malats, Chapí, Pena, Sainz de la Maza, Turina, Falla, Rodrigo, Kreuzberg Records, 2004
- El Canto de la Leona. Bach. Milano, Lieske, Llobet, Tárrega, Albéniz, VMS Records, 2008
- Dreamtime. Improvisationen mit William Barton (Australien) Didgeridoo, VMS Records, 2009
- Evocación. Lieske Spindler Guitars - Albéniz auf zwei Torres Gitarren, Challenge Classics, 2010
- Bottom’s Dream. Lieske Spindler Guitars - Lieske, Piazzolla, Mingus, Challenge Classics, 2011
- The Birth of the Guitar. Sor und Giuliani auf historischem Instrument (Petitjean ca. 1810), Oehms Classics, 2011

WDR-Produktionen
- Histoire du Tango. Mit Camilla Hoitenga (Flöte) Werke von Bizet, Albéniz, Barrios, Rodriguez, Ravel und Piazzolla, 1989
- Guitare Romántique. Mertz, Coste, Regondi auf historischem Instrument (Vicente Arias 1874), 2013
- Debussy Satie Ravel. Lieske Spindler Guitars (guitars by Santos Hernández 1924 und 1931), 2015
- Lieder der Romantik. Olivia Vermeulen singt Sor, Mozart, Giuliani, Schubert, Brahms, Sibelius (guitar by Vicente Arias 1874, Antonio de Torres „La Leona“ 1856), 2015

## Veröffentlichungen Notenausgaben  (Auswahl)
- Bruno Maderna: Y después Ricordi, Milano (Version für sechssaitige Gitarre)
- A. Pärt: Fratres (Version Gitarre/Klavier), UE Wien
- Erwin Koch-Raphael: Grenzraum II, Bote&Bock, Berlin
- J.S. Bach: Sonata II a-moll BWV 1003, Tonger-Verlag, Köln
- F. Schubert: Vier Moments Musicaux und Menuetto, Tonger-Verlag, Köln
- F. Sor: Fünf melodische Konzertetüden, Tonger-Verlag, Köln
- B. Hänschke: En miniature I-IV, Tonger-Verlag, Köln
- E. Gismonti: Agua e vino, Gendai Guitar, Tokio
- R. Chapi: Serenata morisca, Gendai Guitar, Tokio
- L. Bonfa: Manha da Carneval, Gendai Guitar, Tokio

- J. S. Bach: Suite BWV 1007 (arrangiert von W. Lieske), Edition Margaux, Berlin/Brühl
- Isaac Albéniz: Guitarra Espanola (arrangiert von W. Lieske), Edition Margaux, Berlin/Brühl

- Wulfin Lieske: Suite breve for Violin and Guitar, Edition Margaux, Berlin/Brühl
- Wulfin Lieske: Nymphéas, Edition Margaux, Berlin/Brühl

## Preise
- 1. Preis beim IX Concurso Internacional de Guitarra, Alicante 1981[4]
- 1. Preis beim Tonger-Wettbewerb, Köln 1982[4]
- 2. Preis beim 7. Concorso Internazionale di Interpretazione[4] (1. Preis nicht vergeben), Gargnano 1982
- 2. Preis beim 1. Certamen Andrés Segovia[4] (1. Preis nicht vergeben), Almunecar 1985[4]